# 倒淌河

倒淌河（藏語：རིག་མོ་གཞུང，威利转写：rig mo gzhung）位于中國青海省海南藏族自治州共和县境内。东起日月山西麓的察汗草原約海拔约3300公尺之處，自东向西，流入青海湖的仔湖耳海（俗称小湖），全长40多公里。藏语称“柔莫涌”，意思是令人羡慕喜爱的地方。